# Голографічний багатоцільовий диск

Структура голографічного диска (HVD)
1. Зелений лазер читання/запису (532nm)
2. Червоний позиціонуючий/індексний лазер (650nm)
3. голограма (дані)
4. полікарбонатний шар
5. фотополімерний (photopolimeric) шар (шар утримуючі дані)
6. Поділяючий шар (Distans layers)
7. Шар, що відбиває зелений колір (Dichroic layer)
8. Алюмінієвий шар, що відбиває червоне світло
9. Прозора основа
P. Поглиблення

Голографічний багатоцільовий диск (Holographic Versatile Disc, HVD) — перспективна, що перебуває у стадії розробки виробництва оптичних дисків, що передбачає значно збільшити обсяг збережених на диску даних порівняно з Blu-Ray і HD DVD. Вона використовує технологію, відому як голографія, яка передбачає застосування два лазери: один — червоний, а другий — зелений, зведених в один паралельний промінь. Зелений лазер читає дані, закодовані у вигляді сітки з голографічного шару,розташованого ближче до поверхні диска, тоді як червоний лазер застосовується для читання допоміжних сигналів зі звичайного компакт-дискового шару в глибині диска. Допоміжна інформація використовується для відстеження позиції зчитування, подібно до системи CHS у звичайному жорсткому диску. На CD або DVD ця інформація впроваджена в дані.
Передбачувана інформаційна ємність цих дисків — до 3.9 терабайт (TB), що еквівалетно з 6000 CD, 830 DVD або 160 одношаровими дисками Blu-ray; швидкість передачі даних — 1 Гбіт/сек. Optware збирався випустити 200GB диск на початку червня 2006 року і Maxell у вересні 2006 з ємністю 300GB. 28 червня 2007 року HVD стандарт був затверджений й опублікований.